# Kaaritunturi
Kaaritunturi är en kulle i Finland.   Den ligger i den ekonomiska regionen  Fjäll-Lappland  och landskapet Lappland, i den norra delen av landet, 900 km norr om huvudstaden Helsingfors. Toppen på Kaaritunturi är 412 meter över havet.
Terrängen runt Kaaritunturi är platt.  Trakten runt Kaaritunturi är nära nog obefolkad, med mindre än två invånare per kvadratkilometer. Det finns inga samhällen i närheten. Omgivningarna runt Kaaritunturi är i huvudsak ett öppet busklandskap.